# سباستین آموروس
سباستین آموروس (انگلیسی: Sébastien Amoros؛ زادهٔ ۲ ژوئیهٔ ۱۹۹۵) بازیکن فوتبال اهل فرانسه است.
از باشگاه‌هایی که در آن بازی کرده‌است می‌توان به آ.اس موناکو اشاره کرد.